# Carrier Onboard Delivery

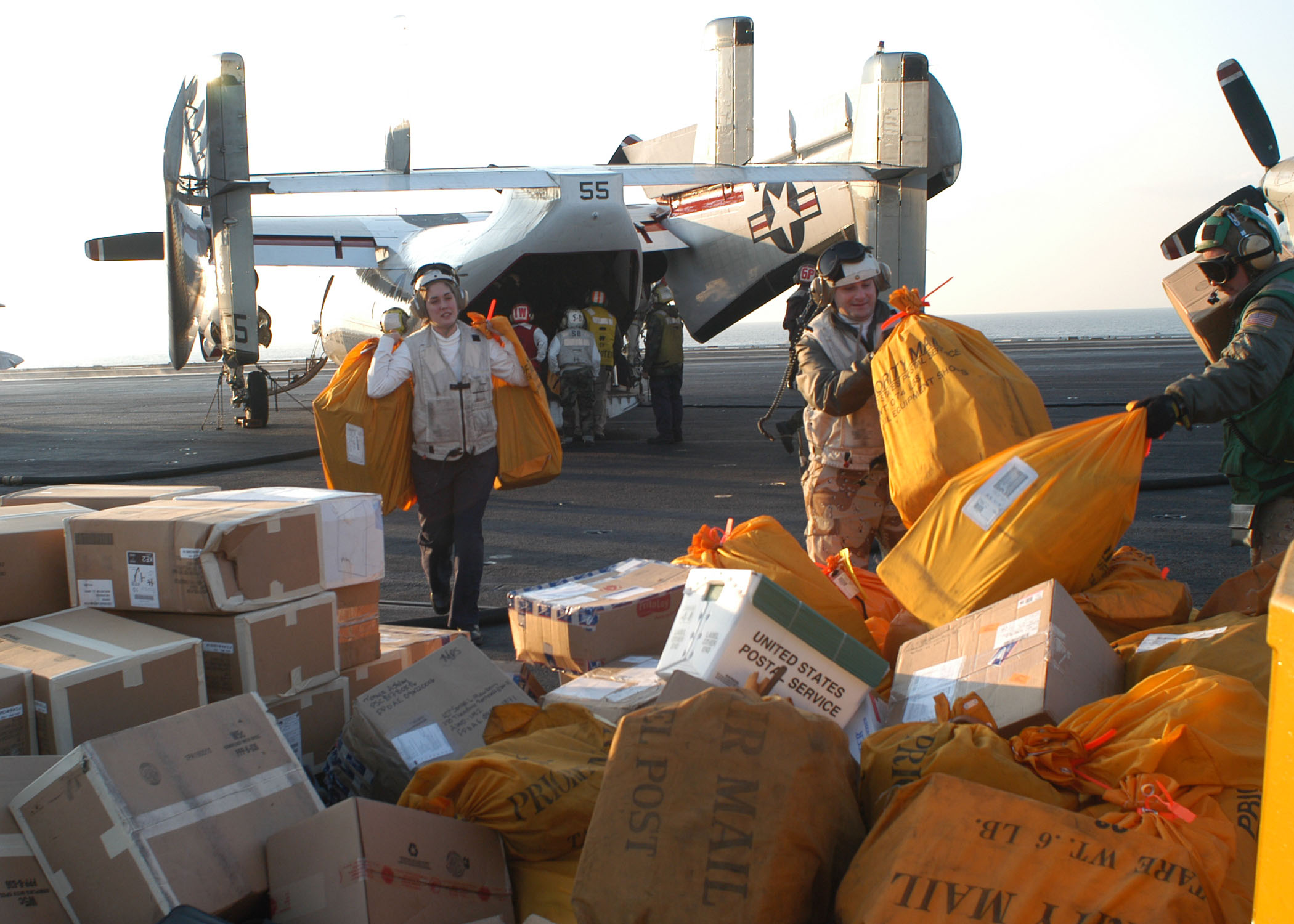
L'equipaggio della scarica posta da un C-2A Greyhound nel 2003.

L'espressione Carrier Onboard Delivery (Consegne a bordo di portaerei), abbreviata dalla sigla COD indica, in ambito militare, un tipo di aeroplano che può trasportare personale, posta e carichi ad alta priorità (come pezzi di ricambio) da e verso vascelli militari, solitamente portaerei.

## Storia
Il primo velivolo di questo tipo utilizzato dalla United States Navy fu una conversione dell'aerosilurante Grumman TBM-3 Avenger in un aereo da carico imbarcato da sette passeggeri che fu designato TBM-3R. La sostituzione del TBM-3R iniziò alla fine degli anni cinquanta. La Grumman costruì una variante cargo dell'antisom bimotore a pistoni S-2 Tracker che fu chiamato C-1A Trader. La marina statunitense nel 1963 sperimentò sulla USS Forrestal (CV-59) diversi decolli e appontaggi di un C-130 Hercules perché si potesse assegnare a tale velivolo il compito COD. Alla fine degli anni sessanta la Grumman comincià la produzione di una variante cargo dell'aereo AEW bimotore a turboelica E-2 Hawkeye, che divenne il C-2A Greyhound. Cinque Lockheed US-3A Viking furono invece utilizzati dai primi anni ottanta alla metà degli anni novanta, ma il C-2 è rimasto il principale veicolo COD della US Navy. L'intera flotta di 36 C-2A sta svolgendo il programma SLEP per estendere la propria vita operativa.
Diverse squadriglie della US Navy, i Fleet Logistics Support Squadrons (Squadriglie di supporto logistico alla flotta) hanno eseguito i compiti COD fin dalla seconda guerra mondiale:
| Squadriglia | Soprannome         | Codice di coda | Fondato         | Sciolto         |
| ----------- | ------------------ | -------------- | --------------- | --------------- |
| VR-5        | Providers          | RS             | 24 giugno 1943  | 15 luglio 1957  |
| VR-21       | Pineapple Airlines | RZ             | 15 luglio 1957  | 1º ottobre 1966 |
| VR-22       | Medriders          | RB             |                 | 1º aprile 1967  |
| VR-23       | Codfish Airline    | RK             | 1951            | 15 luglio 1957  |
| VR-24       | Lifting Eagles     | JM             | 3 dicembre 1946 | 31 marzo 1993   |
| VRC-30      | Providers          | RW             | 1º ottobre 1966 |                 |
| VRC-40      | Rawhides           | JK             | 1º luglio 1960  |                 |
| VRC-50      | Foo Dogs           | RG             | 1º ottobre 1966 | 7 ottobre 1994  |

## Galleria d'immagini

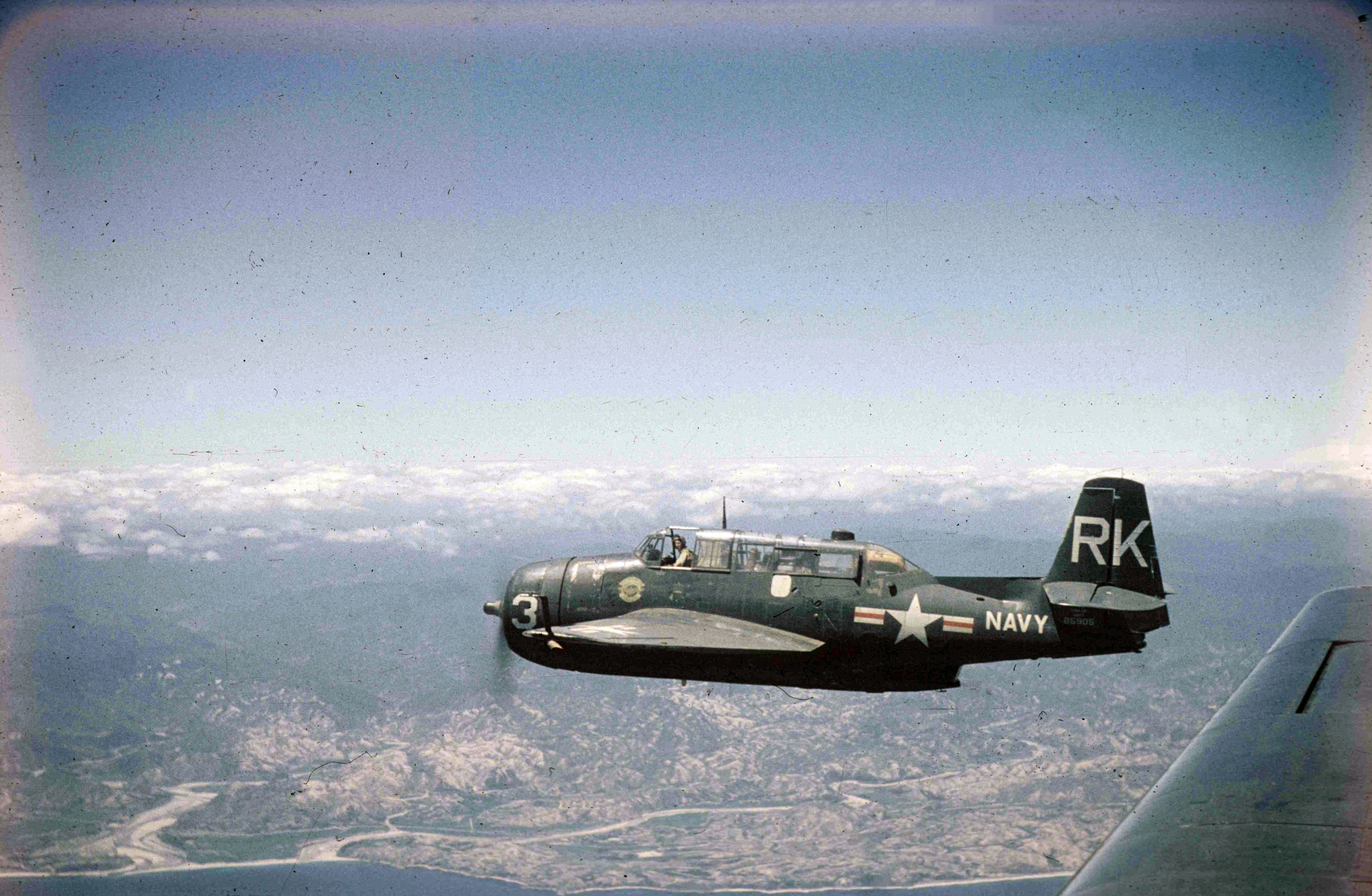
Un TBM-3R del VR-23 sopra la Corea, 1953.
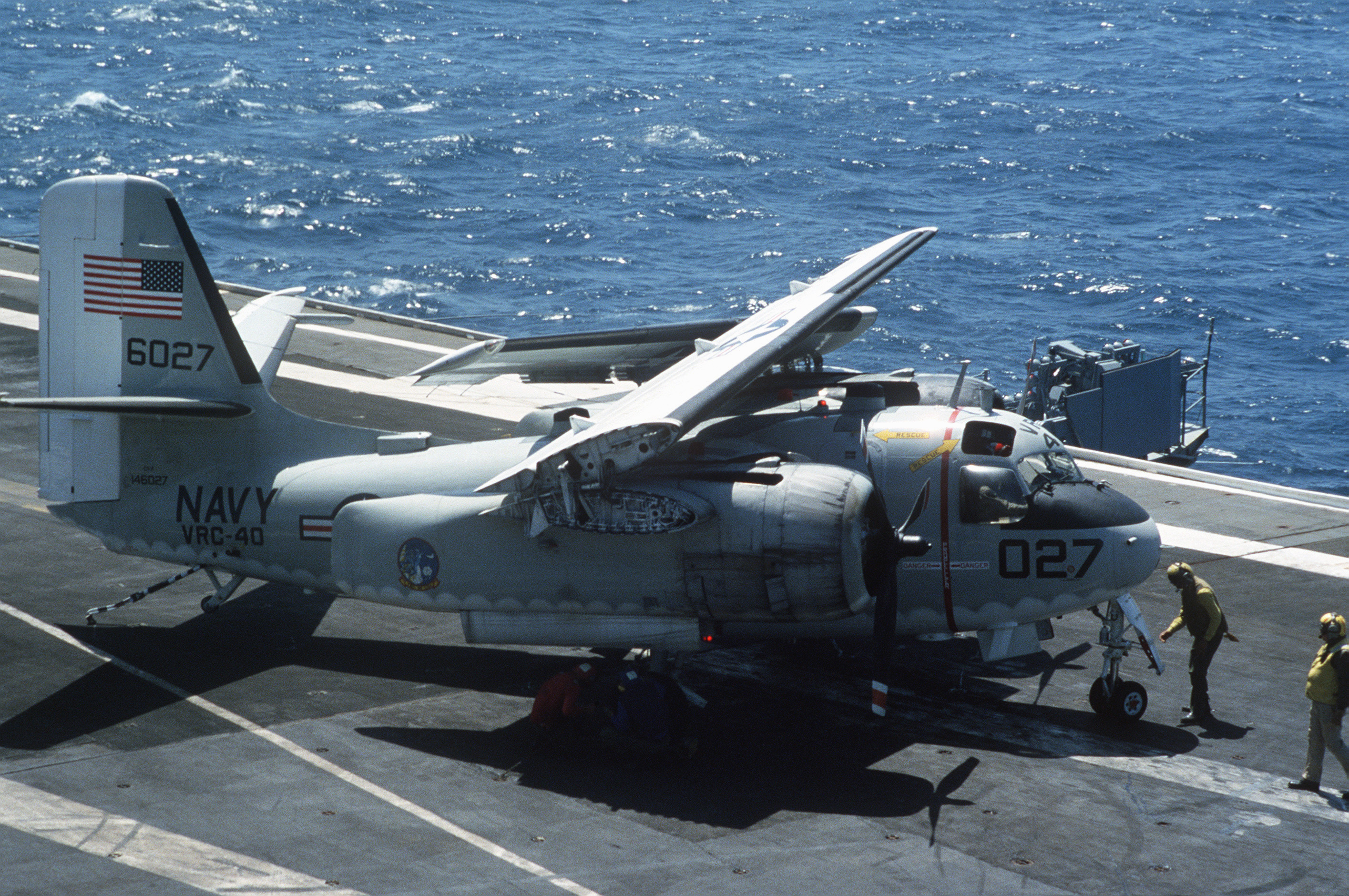
Un C-1A del VRC-40 sulla USS Lexington (CV-16), 1985.
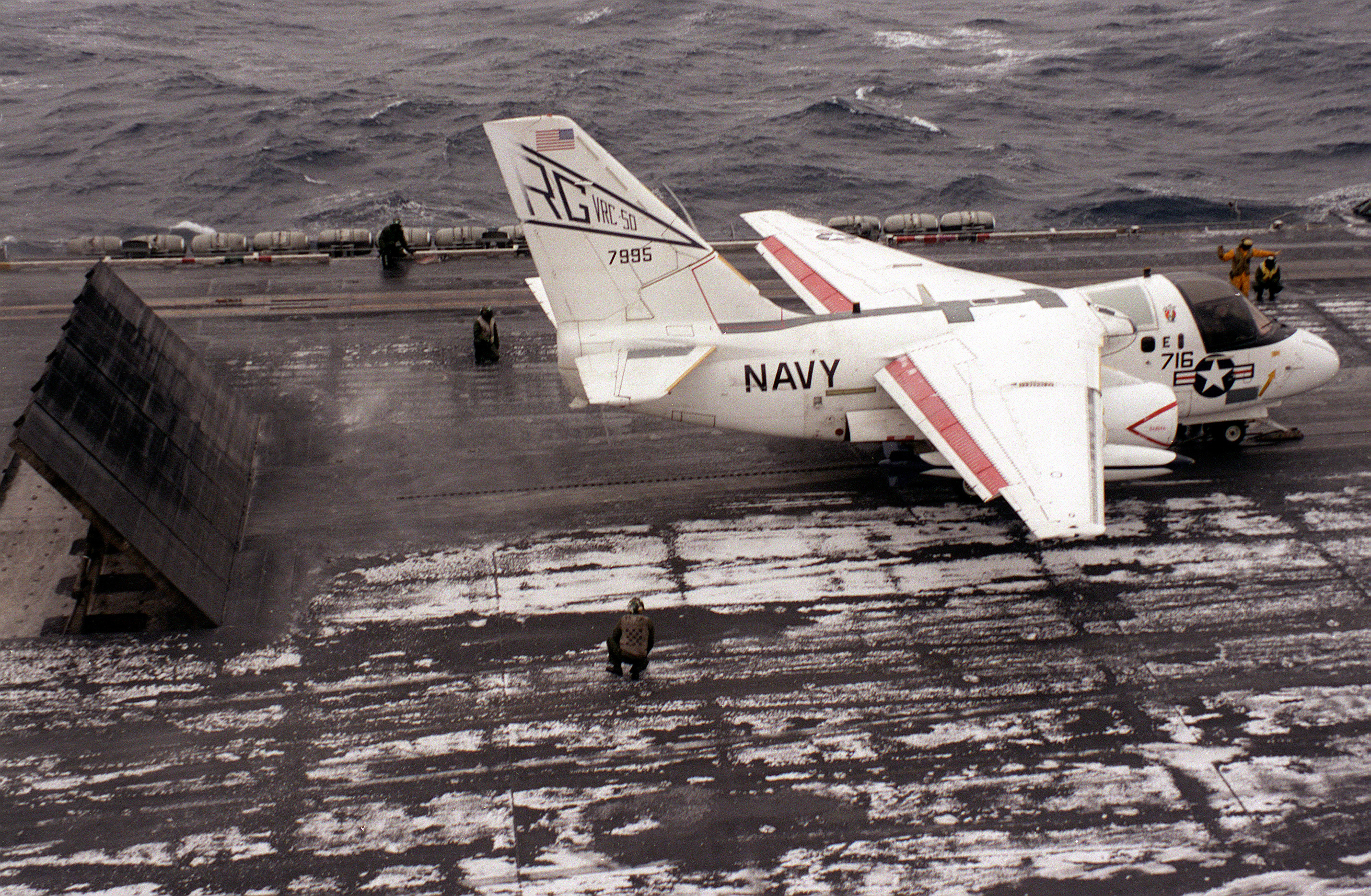
Un US-3A del VRC-50 sulla USS Carl Vinson (CVN-70), 1987.
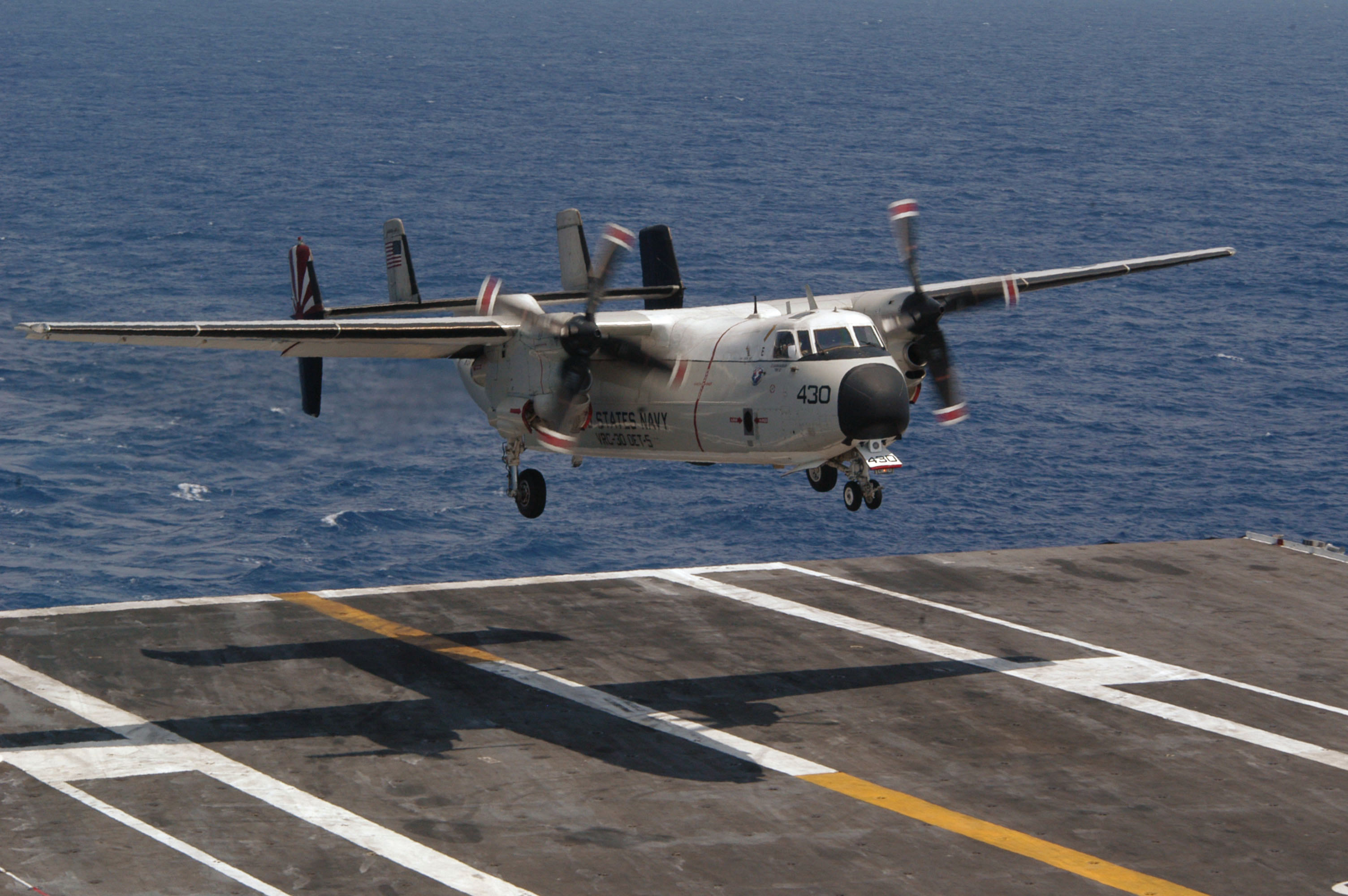
Un C-2A del VRC-30 in appontaggio sulla USS Kitty Hawk (CV-63), 2004.